# 네 손을 위한 발트슈타인 백작 주제에 의한 여덟 개의 변주곡
네 손을 위한 발트슈타인 백작 주제에 의한 여덟 개의 변주곡 다장조, WoO 67은 루트비히 판 베토벤에 의해 쓰인 연탄곡이다.

## 개요
베토벤의 몇 안되는 연탄곡으로, 그의 첫번째 연탄곡이다. 작곡 시기는 베토벤이 빈에 정착한 시기인 1792년 경으로 추정된다. 제목에서 언급된 "발트 슈타인 백작"은 그의 후원자인 페르디난트 폰 발트슈타인 백작과 동일하며, 이후의 작품인 피아노 소나타 21번 다장조에서도 그의 이름이 별칭으로서 붙는다. 이 작품은 1794년 본의 짐로크를 통해 처음 출판되었다.

## 구성
주제, 여덟 개의 변주곡, 코다:
- 주제. 안단테 폰 모토 (가장조)
- 변주곡 1 (다장조)
- 변주곡 2 (다장조)
- 변주곡 3 (다장조)
- 변주곡 4 (다장조)
- 변주곡 5 (다장조)
- 변주곡 6 (다장조)
- 변주곡 7 (다장조)
- 변주곡 8. 운 포코 아다지오 (다단조)
- 코다. 프레스토 (다장조)